# Cresporhaphis rhoina
Cresporhaphis rhoina är en svampart som först beskrevs av Ellis & Everh., och fick sitt nu gällande namn av M.E. Barr 1993. Cresporhaphis rhoina ingår i släktet Cresporhaphis och familjen Trichosphaeriaceae.   Inga underarter finns listade i Catalogue of Life.